# Банги
Бангѝ (на френски: Bangui) е столицата и най-големият град на Централноафриканската република. Мнозинството от населението на тази страна живее в западните дялове на държавата, близо до Банги.
Банги се намира на северния бряг на река Убанги, край поредица от бързеи, които ограничават водния транспорт. Реката Убанги завива остро на юг под Банги и се влива в река Конго, южно от екватора близо до Бразавил, като един главните северни притоци. Реката отбелязва границата между Централноафриканската република и Демократична република Конго. Конгоанският град Зонго лежи на противоположната страна спрямо Банги, на другия бряг на реката.
Градският център се намира близо до реката и в него могат да бъдат намерени голямата триумфална арка посветена на Бокаса, Президентския дворец и централното тържище.
Банги е основан през 1889 г. в тогавашната френска колония Горен Убанги, по-късно преименувана на Убанги-Шари, част от Френска екваториална Африка.
Университетът на Банги, основан през 1970 година, има около 2900 студенти и е монополист в неземеделското факултетно образование в Централноафриканската република.